# Hong Kong Exchanges and Clearing
Hong Kong Exchanges and Clearing Limited ((kinesisk: 香港交易及結算所有限公司) også 香港交易所 eller 港交所; forkortet HKEx; HKEX: 0388) er en børsvirksomhed fra Hongkong. Koncernen fungerer som holdingselskab for Stock Exchange of Hong Kong Limited (SEHK), Hong Kong Futures Exchange Limited (HKFE) og Hong Kong Securities Clearing Company Limited. Med børsnoterede værdier på datterselskabernes børser på over 2.124 mia. US $ pr. 12 juli 2007 var HKEx rangeret som verdens femte største børsvirksomhed på daværende tidspunkt. I 2011 var den rangeret som nr. 6.

## Historie
Børsens historie begyndte i slutningen af 1800-tallet med det første etablissement i 1891, til tords for dette har uformel børshandel fundet sted i Hongkong siden 1861.  Børsen har hovedsageligt været Hongkongs hovedbørs, bortset fra sameksistensen med forskellige andre børser på forskellige tidspunkter.  Efter en serie fusioner og overtagelser fortsatte HKSE som den primære. Fra 1947 til 1969 monopoliserede børsen markedet.  
HKEx blev etableret 6. marts 2000 ved en sammenlægning af koncernens tre primære selskaber. Koncernen selv er børsnoteret på sin egen børs HKEX.
Hongkong-styret er den største enkelt aktionær i HKEx og har retten til at udpege seks af tretten bestyrelsesmedlemmer.
15. juni 2012 opkøbte Hongkong Exchange and Clearing den 135 år gamle London-virksomhed London Metal Exchange for 2,14 mia. US $.
I september 2007 øgede styret i Hongkong sin ejerandel fra 4,41 % til 5,88 %.